# 天津滨海柜台交易市场
天津滨海柜台交易市场股份公司，简称天津OTC，成立于2010年8月12日，是天津滨海柜台交易市场的建设和运营主体。2019年1月23日，天津股权交易所并入天津OTC，成为其全资子公司。天津OTC成为天津市唯一的区域性股权市场运营机构。

## 历史沿革
2008年3月13日，国务院下发《关于天津滨海新区综合配套改革试验总体方案的批复》，“要为在天津滨海新区设立全国性非上市公众公司股权交易市场创造条件”。
2010年8月12日，经天津市人民政府批准，由中信集团、中银投资、华融资产、东方资产和泰达国际等五家股东出资3亿元人民币，共同发起成立。
自中央政府决定清理整顿区域性股权交易所并要求“一省一所”后，天津滨海柜台交易市场与天津股权交易所并存的局面导致天津市区域性股权交易所清理整顿无法推进。2018年4月27日，中国证监会公示首批区域股权市场运营机构备案名单，天津地区的区域性股权交易所没有进入该名单。2018年4月28日，天津市人民政府公告天津滨海柜台交易市场股份公司为天津市区域性股权市场运营机构。
2019年1月23日，天津滨海柜台交易市场与天津股权交易所完成资产重组，天交所成为天津OTC全资子公司。